# اوزیرسک، کالینینگراد
شهر اوزیورسک، اوبلاست کالینینگراد (به روسی: Озёрск) در کشور روسیه و در اوبلاست کالینینگراد واقع شده‌است.